# Polidimita
La polidimita és un mineral de la classe dels sulfurs, que pertany al grup de la linneïta. Rep el seu nom dels termes grecs πολνς, molts, i διδνμος, bessons, perquè es va observar en moltes formes maclades.

## Característiques
La polidimita és un sulfur de fórmula química Ni2+Ni3+
2S₄. Cristal·litza en el sistema isomètric. La seva duresa a l'escala de Mohs es troba entre 4,5 i 5,5.
Segons la classificació de Nickel-Strunz, la polidimita pertany a «02.D - Sulfurs metàl·lics, amb proporció M:S = 3:4» juntament amb els següents minerals: bornhardtita, carrol·lita, cuproiridsita, cuprorhodsita, daubreelita, fletcherita, florensovita, greigita, indita, kalininita, linneïta, malanita, siegenita, trüstedtita, tyrrel·lita, violarita, xingzhongita, ferrorhodsita, cadmoindita, cuprokalininita, rodostannita, toyohaïta, brezinaïta, heideïta, inaglyita, konderita i kingstonita.

## Formació i jaciments
Va ser descoberta al segle xix a la mina Grüneau, a Schutzbach, al municipi de Betzdorf, a l'estat de Renània-Palatinat, a Alemanya. Ha estat trobada en tots els continents del planeta a excepció de l'Antàrtida. Als territoris de parla catalana ha estat descrita únicament a la mina Eugenia de la localitat de Bellmunt del Priorat, a la comarca del Priorat (Tarragona).